# Mellem Pligt og Kærlighed
Mellem Pligt og Kærlighed er en dansk stum dramafilm fra 1910 produceret af Nordisk Filmskompagni efter manuskript af A.V. Olsen. Filmens instruktør er ukendt.

## Handling
En læge finder sit ægteskab trivielt og er uden følelser for sin hustru. Han indleder en affære med en anden kvinde, men hustruen aner uråd og opsnapper besked om et planlagt stævnemøde. Kort inden stævnemødet kommer en fattig kone til læges hus for at få hjælp til sit dødsyge barn. Lægen indvilliger, men tager til stævnemødet i stedet. Hustruen opsøger den fattige kone og finder ud af, at manden ikke har været der. Hun går i stedet til adressen for stævnemødet, hvor hun finder manden og den anden kvinde. Hun får manden til at gå til den fattige kone, hvor han redder det syge barn. Lægen indser sin fejl og hustruens glorie. Han lægger sit viljeløse liv bag sig lever herefter lykkeligt med sin hustru.

## Medvirkende
- Aage Hertel
- Emilie Sannom
- Ellen Diedrich